# Craig Brewer

Craig Brewer (nacido el 6 de diciembre de 1971) es un guionista y director de cine estadounidense. Su película Hustle & Flow ganó el Premio de la Audiencia en el Festival de Cine de Sundance de 2005 y recibió un Óscar en la categoría Mejor canción original por «It's Hard out Here for a Pimp».

## Carrera
Hustle & Flow fue financiada por el cineasta John Singleton, producida por Stephanie Allain, Preston Holmes y Dwight Williams.
El siguiente proyecto de Brewer, Black Snake Moan, comenzó a rodarse en septiembre de 2005 y fue protagonizada por Samuel L. Jackson, Christina Ricci y Justin Timberlake. Esta cinta, que fue parcialmente filmada en Memphis, Tennessee, se terminó en octubre de 2005 y se estrenó en Estados Unidos el 2 de marzo de 2007. 
Su primera película de gran presupuesto, una nueva versión de Footloose, de 1984, fue estrenada el 14 de octubre de 2011, después de que Brewer y los dos protagonistas terminaran una gira de prensa por Estados Unidos para promover el largometraje. 
En 2011, Brewer ofició como productor ejecutivo del documental Katy Perry: Part Of Me, que muestra la gira de conciertos California Dreams Tour de la cantante estadounidense Katy Perry.
En televisión, Brewer fue el creador de $5 Cover, una serie dramática para el canal MTV. Los quince capítulos del programa fueron transmitidos por televisión e Internet. En ellos se contaba la historia de un grupo de músicos de Memphis que interpretaban sus propias canciones.
En el 2012, Brewer escribió y dirigió una nueva adaptación de Tarzán para la Warner Bros.

## Filmografía como director

### Cine y televisión
- The Poor and Hungry (2000).
- Hustle & Flow (2005).
- Black Snake Moan (2007).
- The Shield (serie de televisión; episodio «Pretty Cash») (2008).
- $5 Cover (serie de televisión de MTV) (2009).
- Terriers (serie de televisión; episodio piloto) (2010).
- Footloose (2011).
- Dolemite is my name (2018).